# Абдаллах ібн Аббас
Абдаллах ібн Аббас ібн Абд аль-Мутталіб (араб. عبد الله بن عباس), (нар. 619 р., м. Мекка — пом. 686 р., м. Таїф) — двоюрідний брат засновника ісламу Мухаммада і його сподвижник, син Аббаса ібн Абд аль-Мутталіба, засновника династії Аббасидів. За мусульманською традицією — засновник коранічної екзегетики (Тафсір). Був одним із перших теоретиків в області мусульманського права
За мусульманським переданням він був наділений надзвичайними знаннями, тому прізвиськом Абдаллаха ібн Аббаса було «хабр аль умма» (вчений муж спільноти). Йому приписуються наміри зібрати розповіді про вчинки і висловлювання Мухаммеда та його сподвижників (хадиси). Абдаллах ібн Аббас відомий як коментатор Корану, мусульманський правознавець (сам робив висновки з правових питань). Він передав багато переказів із доісламської історії та про походи Мухаммада. Його коментарі до Корану вважаються першою спробою філологічного аналізу священного писання ісламу.
Заслуги Абдаллаха ібн Аббаса в розробці коранічної екзегетики сильно перебільшені мусульманською традицією, що робилося, очевидно, на догоду правлячим халіфам — його нащадкам.